# 4613 Mamoru
4613 Mamoru eller 1990 OM är en asteroid i huvudbältet som upptäcktes den 22 juli 1990 av den japanske astronomen Kazuro Watanabe vid JCPM Sapporo Station. Den är uppkallad efter den japanske astronauten Mamoru Mohri.
Asteroiden har en diameter på ungefär 10 kilometer.